# Movimento Politico (organizzazione)
Il Movimento Politico, o M.P., era un'organizzazione di estrema destra formata a Grottaferrata nel 1984, il cui capo riconosciuto era Maurizio Boccacci. Fu smantellata nel 1993, in seguito all'entrata in vigore della legge Mancino.

## Organizzazione
Le premesse sono dunque il Movimento Politico Occidentale, una formazione di matrice nazional-rivoluzionaria fondata nel 1984 a Grottaferrata da un gruppo di reduci dalle esperienze prima di Avanguardia Nazionale e quindi della sezione romana del FUAN di via Siena, e la divisione artistica (conosciuta come Dart) del Fronte della Gioventù, il movimento giovanile del MSI. La Dart era nata alla fine degli anni 1980 con il proposito di creare aggregazione attraverso i codici della cultura pop ed in particolare la musica rock, e intorno al quale ruotava il circuito White Power rock romano e nacque la storica band Nazi rock Intolleranza (il cantante e bassista era il diplomatico Mario Vattani) la cui storia si intreccia inestricabilmente con la storia stessa di questa scena musicale a Roma.
Dall'unione di queste organizzazioni nasce dunque il Movimento Politico tout court, l'unico gruppo che riuscirà a cavalcare appieno nell'area romana il fenomeno emergente di quegli anni dei cosiddetti skinheads. La sezione principale viene aperta a Roma in via Domodossola oltre a quella di Frascati in piazza Bambocci che in seguito diventerà il punto di ritrovo di "Azione Skinheads",gruppo fondato da militanti di MP della zona.

### Membri
Composta da circa 400 membri, il suo scopo era quello di orientare politicamente il movimento skinheads (nella sua componente 'bonehead' ovvero neo-nazista) fornendogli una base ideologica. I militanti, rifacendosi al nazismo ma anche al fascismo, rivendicavano teorie razziste, antisemite e negazioniste oltre a praticare azioni squadristiche.

### Simbologia e tesi ideologiche
La simbologia di MP richiama direttamente la svastica.
Dello stesso tenore il segno distintivo del gruppo, il cosiddetto “gancio” o “dente di lupo”, già simbolo di Terza Posizione, che fu uno dei primi emblemi runici del NSDAP ed adottato successivamente da alcune divisioni delle Waffen-SS (tra cui quella olandese). Nella simbologia di MP il dente di lupo si incrocia ad un martello, simbolo di potenza distruttiva (associato infatti al figlio di Odino)
Le tesi politiche incentrate sulla lotta all'immigrazione, la difesa della razza, solide relazioni gli altri gruppi skinheads della penisola e all'estero ed un'attività ben radicata nel mondo della strada, soprattutto tra gli ultras del calcio.
Tanto per capire i toni del movimento, basti pensare che il 22 aprile 1992 MP è tra i gruppi organizzatori del concerto per l'anniversario della nascita di Hitler. Ormai portavoce degli skinheads della capitale, MP, e il suo stesso leader Boccacci in prima persona, sono sempre più spesso coinvolti in episodi di violenza politica e razzista, oltre a provocazioni, vandalismi e danneggiamenti di monumenti legati alla Resistenza e la Shoah. Oltre alla vicinanza tra MP e gruppi ultras di Roma e Lazio come i Boys, Opposta Fazione e Irriducibili conosciuti per la loro violenza e coinvolgimento con la criminalità organizzata.

### Maurizio Boccacci
Il capo politico del gruppo era Maurizio Boccacci, considerata una delle figure di spicco della destra extraparlamentare italiana. È stato militante negli anni 1970 del MSI e del FUAN, successivamente aderisce ad Avanguardia Nazionale, compagno di scuola di Valerio Fioravanti, ex impiegato bancario e sindacalista della CISNAL-credito. Si è sempre dichiarato "anarcofascista".
Nel 1984 fonda a Grottaferrata il Movimento Politico Occidentale, di cui è il leader fino allo scioglimento per decreto nel '93.
I trascorsi con la giustizia di Boccacci partono dall'aggressione a Grottaferrata contro un giovane di sinistra il 1º febbraio 1993, di cui è stato ritenuto responsabile. Il 16 aprile 1994 guida un centinaio di naziskin all'assalto del centro sociale Break Out a Primavalle a Roma. Il 14 maggio 1994 tiene un comizio a Vicenza. È presente domenica 20 novembre 1994 allo stadio di Brescia durante gli scontri tra tifosi e polizia che portano al ferimento del vicequestore Giovanni Selmin. Arrestato per i fatti di Brescia, il 7 dicembre 1995 viene rinviato a giudizio per "resistenza", "lesioni aggravate", "porto abusivo di armi", "manifestazioni fasciste" e altro. Viene condannato a 4 anni e 2 mesi. Nel 1997 mentre gira per il palazzo di Giustizia di piazzale Clodio, aggredisce un brigadiere per protestare contro il processo ai fratelli Ovidi.
Nella notte fra l'10 e 11 dicembre 1995 viene fermato mentre affigge manifesti con la scritta "Liberate Priebke", il capitano delle SS condannato per la strage delle Fosse Ardeatine. Il 3 giugno 1996 organizza una manifestazione di solidarietà per Priebke fuori dal tribunale di Roma, dove si sta svolgendo il processo al gerarca nazista. Si definisce "soldato fascista senza compromessi" e dice: "Ammiro quello che Hitler ha fatto. Gli ebrei erano dei nemici che si opponevano ai suoi disegni". Le sue ultime gesta politiche riguardano il movimento Militia Roma, che fa riferimento ai principi cardine della sua militanza politica. Boccacci nel 2008 fu coinvolto e denunciato per alcuni striscioni, a firma Militia Roma, contro Gianfranco Fini e Israele. Sempre nel 2008 fu lui stesso ad ammettere alla DIGOS di Roma che c'era la sua firma dietro gli striscioni contro il sindaco di Roma Gianni Alemanno e il presidente della comunità ebraica romana Riccardo Pacifici.
È responsabile e leader del gruppo neonazista romano "Militia". Il 14 dicembre 2011 è arrestato per istigazione all'odio razziale insieme ad altre 4 persone.
Maurizio Boccacci muore a Grottaferrata il 26 marzo 2025
Azioni
• Nella notte tra il 9 ed il 10 giugno 1989, a Roma, all'uscita del cinema Capranica, vengono aggrediti a colpi di spranga, 2 giovani, che avevano litigato all'interno del cinema con il gruppetto. Uno degli aggrediti viene ricoverato in gravissime condizioni, avendo il cranio sfondato, miracolosamente si salva dopo 2 operazioni al cranio. I responsabili sono 15 naziskin.
• 5 gennaio 1992, a Roma, fuori il liceo classico "Mamiani" , due naziskin, un macellaio residente a Roma di , 21 anni ed un muratore residente a Grottaferrata di 28 anni, aggrediscono un gruppo di studenti. Verranno arrestati successivamente dagli agenti della DIGOS.
• Il 6 settembre 1992, ad Ostia, 300 naziskin aggrediscono in una discoteca un gruppo di Rom abruzzesi.
Nella stessa serata in via Acca Larentia, nel quartiere Tuscolano, aggredisce un gruppo di giovani, vengono ricoverati al ospedale San Giovanni in gravi condizioni, un sottufficiale dell'Aeronautica Militare ed un agente di polizia in libera uscita. Per quest'ultima aggressione è arrestato un naziskin italo-inglese di 20 anni. Nella notte fermati 5 naziskin intenti a scrivere scritte neonaziste nel quartiere popolare di Primavalle.
• Il 10 agosto 1993, a Grottaferrata, viene ucciso, dopo un brutale pestaggio, un immigrato bangladino di 40 anni. I responsabili sono naziskin, per lo più minorenni della zona, residenti a Grottaferrata e Rocca di Papa.
• 20 agosto 1996, a Roma nel quartiere Aurelio, vengono arrestati 3 teste rasate, dedite a rapine: avevano ferito gravemente un cameriere durante una rapina con un colpo di pistola in testa.

## Il network nero
Nel '90 il Movimento Politico Occidentale entra a far parte, insieme a Azione Skinhead e al Veneto Fronte Skinheads, il movimento Skinhead d'Italia.
Nel '91 aderisce al network nero di Base Autonoma, sciolta nel 1993 in virtù della legge Mancino.
La sede del movimento in via Domodossola risulta essere stata chiusa nel maggio 1993, peraltro dopo aver subito nel novembre 1992 la devastazione da parte di ebrei romani in seguito all'apposizione anonima di stelle di David sulle saracinesche dei negozi del ghetto di Roma.
Tuttavia ancora oggi, delle iniziative che commemorano ex gerarchi nazisti, sono rivendicate dal Movimento Politico.
Un gruppo di militanti vicini a Boccacci agisce oggi sotto il nome di "I Camerati" ed affigge periodicamente manifesti perlopiù commemorativi, anche se la maggior parte degli ex militanti è confluita in gruppi come Forza Nuova e Casa Pound Italia.